# Právní systém

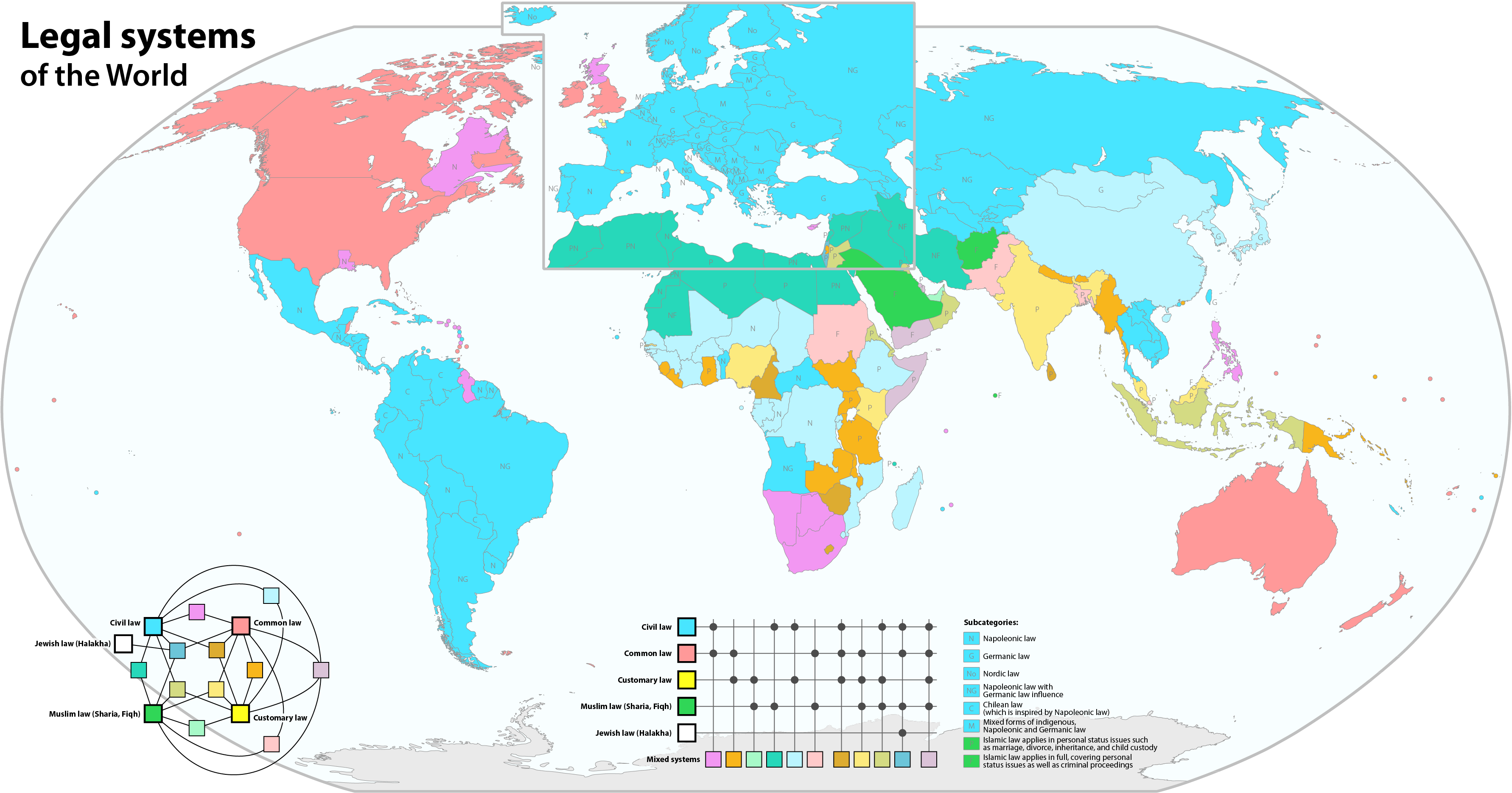
Právní systémy světa

Právní systém většiny zemí světa je dnes založen na jednom ze tří hlavních typů právní kultury (nebo na jejich kombinaci). Jsou to:
- kontinentální evropské právo (angl. civil law)
- angloamerické právo (angl. common law)
- islámské právo (šaría)

Právní kultura tvoří součást obecné lidské kultury. Podle míry její vyspělosti lze poměřovat i vyspělost celé civilizace jako celku, hodnotícími kritérii je zde jak úroveň tvorby práva, tak úroveň interpretace a aplikace práva. Právní řády jednotlivých zemí jsou však různé, protože vyplývají z jejich konkrétních historických specifik.
Dvě nejrozšířenější právní tradice pocházející ze Západní Evropy se v mnohém liší, ale mají významné společné rysy. V zemích těchto tradic jsou právní instituce, zejména legislativa a soudnictví, poměrně zřetelně odděleny od institucí jiných – a právě právní instituce jsou v nich určující pro politiku a vládnutí. Právo je v nich chápáno jako organický celek, který se řídí svou vlastní inherentní logikou, a kterým se zabývají specializovaní profesionálové, právníci (včetně soudců).
Odlišnosti obou hlavních systémů nejsou kategorické, ale vycházejí z toho, jak se historicky utvářely. Patrný je různý přístup k pramenům práva, důraz na zákony a zákoníky na kontinentě, kazuistika a význam předchozích rozhodnutí soudců v právu anglosaském. V soudnictví je pro angloamerické právo charakteristický podíl laiků na rozhodování (porota, laický soudce), v tradici kontinentální patří do této role úředník, kariérní soudce. Odlišně se uvažuje i o uspořádání práva do odvětví a jsou ovšem značné rozdíly v právní terminologii.
O náboženském právu lze říci, že ačkoli (s významnou výjimkou šaríi) již dnes nehraje větší roli, dotýká se nás vliv, který mělo na formování moderních právních systémů, na pojetí hříchu, viny, trestu, vykoupení.
V minulosti na území států sovětského bloku platilo socialistické právo.